# Vanono
Vanono est une commune rurale malgache dans la région d'Ambatosoa.